# Astragalus raphiodontus
Astragalus raphiodontus är en ärtväxtart som beskrevs av Pierre Edmond Boissier. Astragalus raphiodontus ingår i släktet vedlar, och familjen ärtväxter. Inga underarter finns listade i Catalogue of Life.